# پریدات
پریدات یا پرایودِیت (به انگلیسی: Periodate) ‎/pəˈraɪ.ədeɪt/‎ یک آنیون متشکل از ید و اکسیژن است. این ترکیب یک اکسی‌آنیون از عنصر ید است و با عدد اکسایش +۷ بالاترین عدد اکسایش این دسته را دارا می‌باشد.. بر خلاف دیگر پرهالوژنات‌ها ، مانند پرکلرات ، می‌تواند به دو شکل وجود داشته باشد: متاپریدات IO−
4 و ارتوپریودات IO5−
6 از این نظر با یون تلورات از گروه مجاور قابل مقایسه است. 
پریدات‌ها توسط هاینریش گوستاو مگنوس و CF Ammermüller کشف شدند. این دو شیمیدان اولین بار در سال ۱۸۳۳ پریدیک اسید را سنتز کردند.. 